# Station Goch
Station Goch is een treinstation in de Duitse plaats Goch. Het station ligt aan de lijn Keulen - Kranenburg, voorheen lag het ook aan de lijn Boxtel - Wesel.
Sinds april 2025 is station Goch rechtstreeks vanuit Nijmegen te bereiken met bus SB46. Deze bus rijdt iedere 2 uur van station Nijmegen via Goch en Weeze naar station Kevelaer. 

## Afbeeldingen

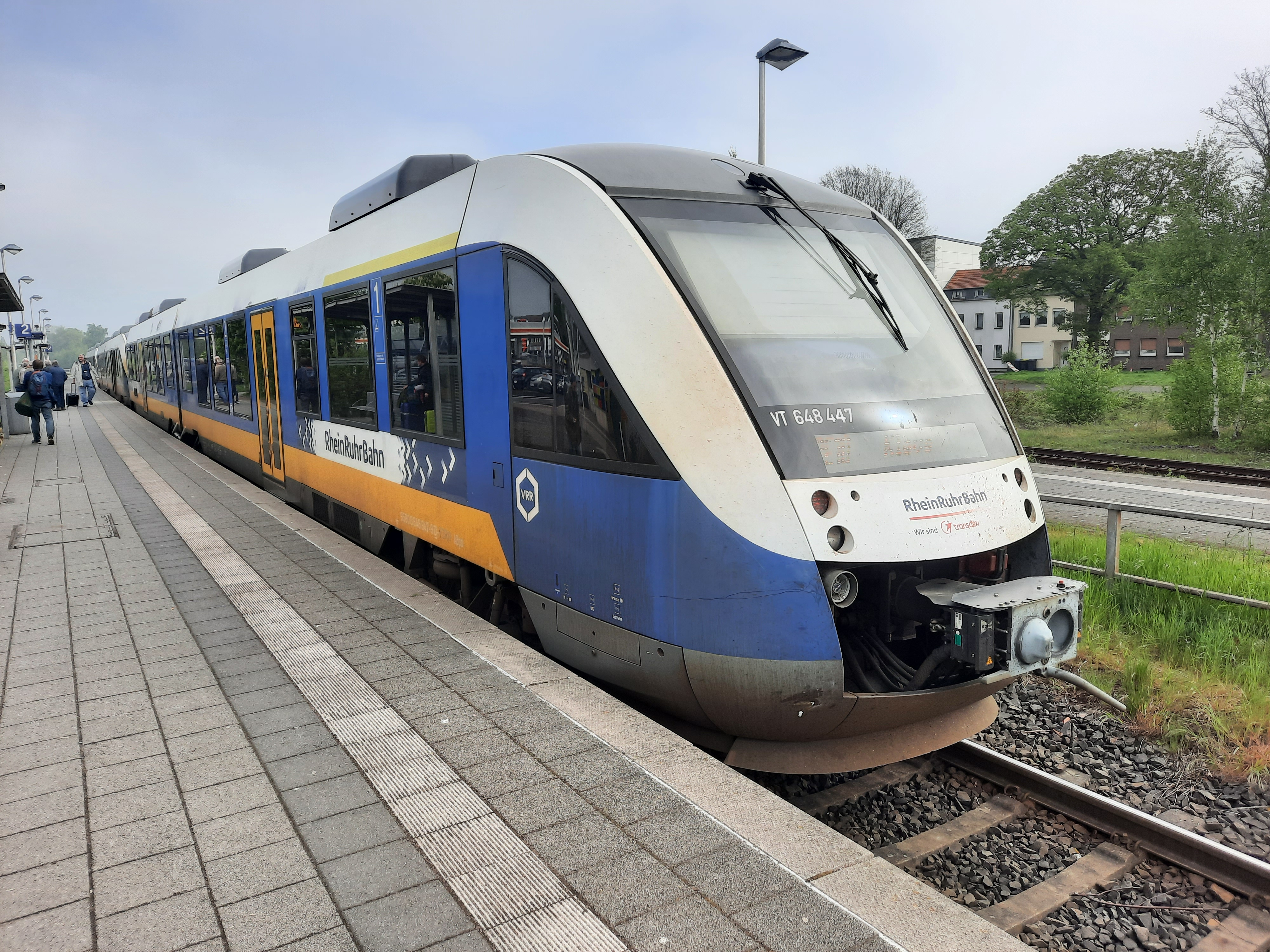
Station Goch in 2025

0: Boxtel ·
4: Liempde ·
7: Olland ·
10: Schijndel ·
13: Eerde ·
18: Veghel ·
24: Uden ·
28: Zeeland ·
35: Mill ·
41: Haps ·
44: Kruispunt Beugen ·
46: Oeffelt ·
49: Gennep ·
53: Hassum ·
57: Asperden ·
61: Goch ·
Vornick ·
Kalbeck ·
Buckholt ·
69: Preußisch Uedem ·
Uedemerfeld ·
Uedemerbruch ·
76: Labbeck ·
81: Xanten ·
87: Birten ·
89: Menzelen-Ginderich ·
91: Büderich ·
92: Büderich Ost ·
99: Wesel
0,0: Köln Hbf ·
2,3: Köln-Nippes ·
7,8: Köln-Longerich ·
9,8: Köln Volkhovener Weg ·
10,6: Köln-Chorweiler ·
11,5: Köln-Chorweiler Nord ·
12,9: Köln-Blumenberg ·
14,8: Köln-Worringen ·
17,7: Dormagen Chempark ·
20,8: Dormagen ·
24,3: Nievenheim ·
27,0: Neuss-Allerheiligen ·
29,7: Norf ·
33,8: Neuss Süd ·
36,2: Neuss Hbf ·
43,2: Meerbusch-Osterath ·
50,5: Krefeld-Oppum ·
53,6: Krefeld Hbf ·
59,1: Benrad-St.Tönis ·
65,0: Kempen ·
68,5: St. Hubert-Vösch ·
72,7: Aldekerk ·
76,3: Nieukerk ·
83,6: Geldern ·
88,6: Wetten ·
92,5: Kevelaer ·
98,6: Weeze ·
105,5: Goch ·
108,4: Pfalzdorf ·
114,1: Bedburg-Hau ·
118,4: Kleve ·
120,4: Cleve Tiergarten ·
122,5: Donsbrüggen ·
125,1: Nütterden ·
128,1: Frasselt ·
129,3: Kranenburg